# Corpus Domini (Turin)

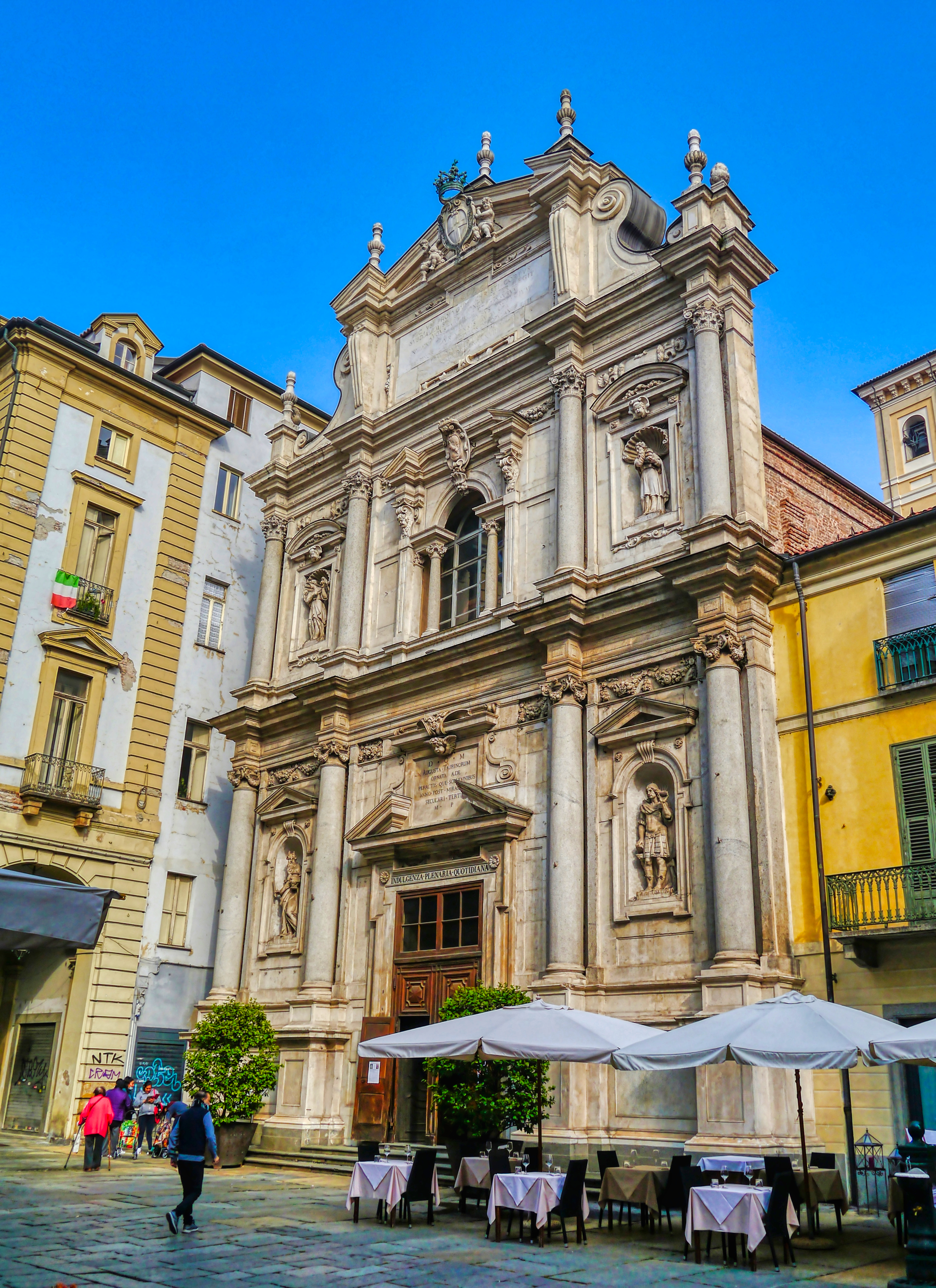
Corpus-Domini-Basilika

Die Corpus-Domini-Basilika ist eine römisch-katholische Kirche in Turin, Italien. Die Wallfahrtskirche des Erzbistums Turin wurde Anfang des 17. Jahrhunderts zum Gedenken an das eucharistische Wunder von 1453 errichtet und hat den Rang einer Basilica minor. Die barocke Kirche wurde im 18. Jahrhundert umfangreich ausgestaltet.

## Eucharistisches Wunder
Die historischen Quellen aus dieser Zeit berichten von einem wunderbaren Ereignis, das sich am 6. Juni 1453 in Turin unter der Herrschaft von Ludwig von Savoyen ereignet haben soll, während sich Piemont im Krieg mit Frankreich befand. Renatus von Anjou überquerte die Alpen und überfiel dabei das kleine befestigte Dorf Exilles im Susatal. Zwei französische Soldaten der Besetzung plünderten offenbar die Kirche San Pietro Apostolo einschließlich des Allerheiligsten. Zum Verkauf der wertvollen Beute kamen sie am 6. Juni, dem Fronleichnamsfest, nach Turin. In der Stadt stürzte das Maultier, das die geweihte Hostie trug, an der Stelle der heutigen Basilika, wobei die Säcke mit der Beute aufrissen und der Inhalt herausfiel. Den Chroniken zufolge soll das Allerheiligste in der Luft schwebend den Platz erleuchtet haben. Bischof Ludovico da Romagnano eilte herbei und setzte die Hostie auf den von den Dieben gestohlenen Kelch, der in einer Prozession in die Kathedrale von Turin getragen wurde.

## Geschichte
Der 1510 geplante Bau einer kleinen Kapelle auf dem Getreidemarkt in der Nähe der örtlichen Kirche San Silvestro, die an der Stelle der heutigen Kirche stand, kam zunächst nicht zustande, wonach 1521 der Erzbischof von Turin, Innocenzo Cibo, die Errichtung eines Oratoriums anordnete.
Die Arbeiten wurden Matteo Sanmicheli anvertraut, der den endgültigen Entwurf am 31. Oktober 1528 abgab. Das kleine Oratorium von Sanmicheli (drei Joche mit einer Gesamtlänge von weniger als 11 Metern, 6,5 Meter hoch und 3,30 tief, mit einem zentralen Altar) wurde 1529 fertiggestellt. Dieses wurde um 1609 abgerissen, um Platz für die heutige Basilika zu schaffen.
Um ein Gelübde zur Rettung vor der Pest zu erfüllen, wurde mit dem Bau der heutigen Basilika begonnen. Im Jahr 1603 wurde das Bauprojekt Ascanio Vittozzi anvertraut, der bereits im Auftrag von Herzog Karl Emanuel I. Turin umgestaltete. 1607 begannen die eigentlichen Arbeiten, als der Grundstein in Anwesenheit „von Karl Emanuel I., Bürgermeistern, Dekurionen, Geistlichen und einer großen Menschenmenge“ gelegt wurde. An dem Bau wirkte auch Amedeo di Castellamonte unter anderem an der Kirchenfassade mit.
Im Jahr 1753, dem 300. Jahrestag des Hostienwunders, wurde Benedetto Alfieri unter Karl Emanuel III. von Savoyen mit der Überarbeitung der Innendekoration betraut, die nicht nur restauriert, sondern auch mit Stuck und Vergoldung vergrößert wurde. Am 30. November 1769 fand die feierliche Einweihung der Kirche statt. Weitere Arbeiten wurden 1853 durchgeführt, als Luigi Vacca die Fresken in den Gewölben ausmalte und die Fassade restauriert wurde.
Papst Pius XI. erhob die Kirche auf Antrag der Chorherren von Corpus Dominii am 2. August 1928 zu einer Basilica minor. Nach der Zerstörung durch die Bomben des Zweiten Weltkriegs, die das Dach durchschlugen und insbesondere den Altar, die Karlskapelle, die Orgel und die Sakristei beschädigten, wurde die Basilika Anfang der 1950er Jahre restauriert. 2003 wurde eine weitere sorgfältige Restaurierung abgeschlossen.

## Beschreibung

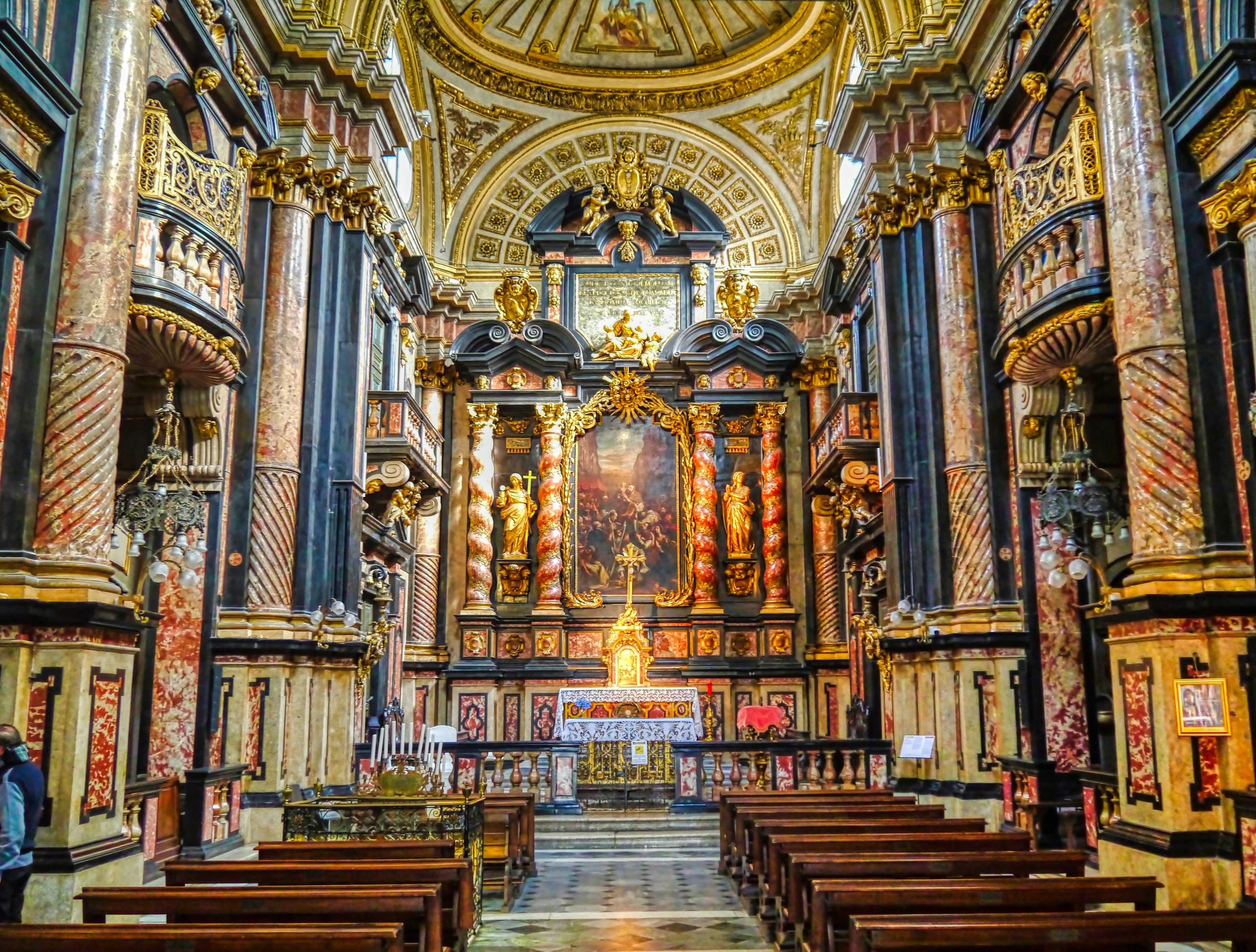
Innenraum

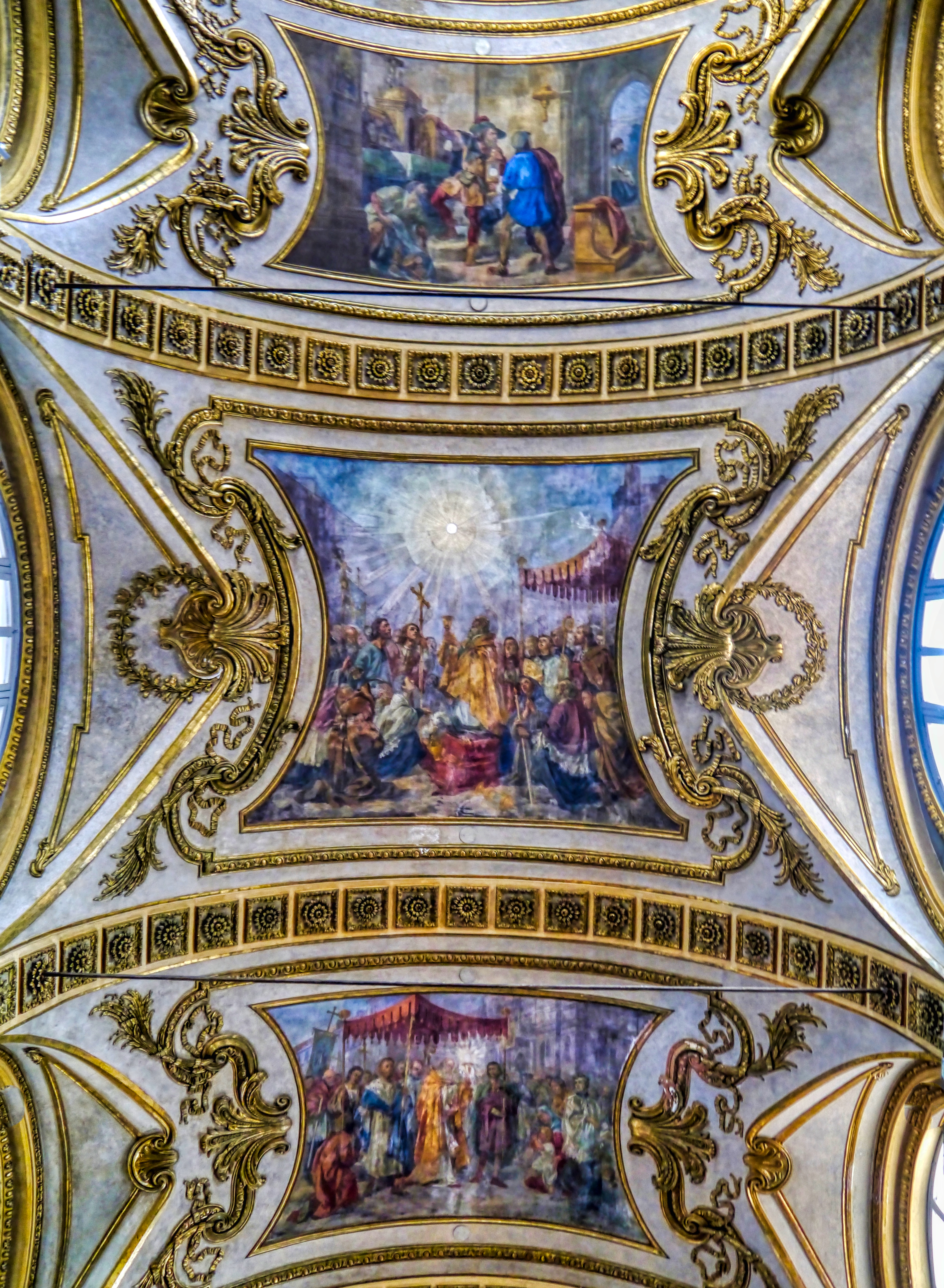
Deckengemälde mit Darstellung des Eucharistiewunders

Die imposante Fassade besteht aus sechs Pfeilern und vier Säulen, die das Gebälk tragen. In typisch barocker Manier wird die Fassade durch eine Reihe von Statuen vervollständigt, die ein Werk von Bernardo Falcone aus der zweiten Hälfte des 18. Jahrhunderts sind.
Das kostbare, einschiffige Innere wurde von Alfieri an den neuen Barockgeschmack angepasst und zeichnet sich durch Marmordekorationen aus, bei denen sich schwarze und rote Farbtöne abwechseln. Überall erinnern Bilder und Gemälde an das Hostienwunder. Zwischen der zweiten und dritten Kapelle auf der linken Seite befindet sich eine Gedenktafel, die durch ein schmiedeeisernes Schutztor hervorgehoben wird und an den genauen Ort des Wunders erinnert, um das herum die Basilika gebaut wurde. 
Der Hauptaltar ist noch der ursprüngliche Altar aus dem 17. Jahrhundert von Francesco Lanfranchi: Er stammt aus dem Jahr 1664 (ein früherer Altar wurde 1653 durch einen Brand zerstört). Das Altarbild mit der Darstellung des Wunders wurde von Bartolomeo Caravoglia im Jahr 1667 geschaffen, während der Tabernakel von Bernardo Antonio Vittone aus dem Jahr 1768 stammt. Der von gedrehten Säulen umgebene Altar ist außerdem mit Skulpturen von Giovanni Battista Casellageschmückt, die Glaube, Hoffnung und Nächstenliebe darstellen.
Die Fresken des Gewölbes, die von Luigi Vacca gemalt wurden, sind von einigen Momenten des eucharistischen Wunders inspiriert und stellen den Diebstahl, die Erhebung der Hostie und die Beförderung der Hostie in den Tabernakel der Kathedrale dar.
In der Sakristei befinden sich Gemälde von Pietro Domenico Olivero, die das eucharistische Wunder zum Thema haben.
Das Kirchenschiff ist von sechs Kapellen umgeben, drei auf jeder Seite. In der Kapelle des hl. Josef, der zweiten auf der rechten Seite, befindet sich ein Altar von Filippo Juvarra aus den Jahren 1721 bis 1724, während die drei Gemälde (Vermählung der Jungfrau, Vision des hl. Josef, Transit des hl. Josef) von Dionigi Gerolamo Donnini stammen. Die zweite Kapelle auf der linken Seite, die des hl. Karl Borromäus, besitzt einen Altaraufsatz aus dem Jahr 1752 mit einem Altarbild, das diesen mit dem hl. Franz von Sales darstellt, ein Werk von Agostino Cottolengo, dem Bruder des bekannten Heiligen aus Turin; an der rechten Wand dieser Kapelle befindet sich das Abendmahl des hl. Karl, ein Gemälde von Francesco Antonio Mayerle aus dem Jahr 1752.
Die Orgel wurde 1914 von Carlo Vegezzi Bossi installiert.